# Amadou Diallo
Amadou Diallo (2 de septiembre de 1975 - 4 de febrero de 1999), fue un joven inmigrante guineano de 23 años de edad que murió abatido  por los disparos realizados por cuatro agentes de la extinta Unidad de Crímenes Callejeros del Departamento de Policía de Nueva York que estaban de servicio. Estos eran Sean Carroll, Richard Murphy, Edward McMillon y Kenneth Boss. El hecho tuvo lugar en el número 1157 de la Avenida Wheeler, en la parte sureste del Bronx. Por este asesinato se celebró un juicio en Albany, capital del Estado de Nueva York en el que los cuatro agentes quedaron libres de toda culpa.
Amadou Diallo estaba desarmado en el momento de los hechos, lo que propició que hubiera una gran controversia y una total indignación tan pronto se conocieron los hechos tanto dentro como fuera de Nueva York. Asuntos como brutalidad policial, discriminación racial y "tiroteo contagioso" (un agente dispara cuando ve disparar a otro), fueron determinantes para que apareciera dicha controversia.

## Biografía
Uno de los cuatro hijos de Saikou y Kadiatou Diallo, la familia de Amadou Diallo forma parte de uno de los pueblos nómadas más viejos del mundo, los fulani, provenientes de la región guineana de Futa Yallon. Nació en Sinoe, Liberia, mientras su padre trabajaba allí, y creció siguiendo a su familia por Togo, Bangkok y Singapur, yendo a colegios en Tailandia, y luego en Guinea y Londres, incluyendo el Instituto Asiático de Microsoft.
En 1996 llega a Nueva York, donde ya estaban viviendo otros miembros de su familia y empieza a trabajar con un primo suyo. Por lo que parece, Diallo llegó a Nueva York para estudiar, si bien es cierto que no se llegó a matricular en ningún centro educativo. Trató de quedarse en los Estados Unidos a largo plazo por medio de la firma de una solicitud de asilo político. Vendía cintas VHS, guantes y calcetines en la calle y estudiaba por las noches.

## Acontecimientos alrededor de la muerte
En la mañana del 4 de febrero de 1999, Diallo estaba cerca de su edificio tras volver de una comida. Los cuatro agentes, Sean Carroll, Richard Murphy, Edward McMellon y Kenneth Boss, quienes, estando de servicio, pasaban con su Ford Taurus, al ver a Diallo y pensar que coincidía con la descripción de un violador, se acercaron a él. Ellos aseguraron que se identificaron como agentes de policía y que Diallo corrió escaleras arriba cuando se acercaron, ignorando las órdenes de que se detuviera y de que levantara las manos. La bombilla del porche estaba fundida, lo que provocaba que Diallo estuviera a contraluz y solo se viera su silueta. Fue entonces cuando Diallo metió la mano en la chaqueta cogiendo su cartera. Al mismo tiempo, el oficial McMellon tropezó con el bordillo, lo que provocó que cayera y disparara al pavimento. Al ver al sospechoso llevar un pequeño objeto cuadrado, oír un disparo y ver a su compañero caer, el oficial Carroll gritó "¡pistola!" para alertar a sus compañeros. Los oficiales abrieron fuego contra Diallo. De los 41 disparos que realizaron, 19 dieron de lleno en su cuerpo. La investigación posterior al tiroteo demostró que Diallo no llevaba ningún arma encima, ya que el único objeto que llevaba era su negra cartera. La investigación interna del NYPD decretó que los cuatro agentes habían actuado con política, argumentando que es lo que hubiera hecho cualquier buen oficial de policía en las mismas circunstancias y con la información que tenían.
El 25 de marzo, un juzgado del Bronx acusó a los oficiales de asesinato en segundo grado y conducta temeraria. El 16 de diciembre, en Nueva York, un Tribunal de Apelación ordenó un cambio de sede a Albany, alegando que toda la publicidad existente previa a la vista hubiera sido nefasta para un juicio justo. Así que, tras dos días de deliberaciones, el 25 de febrero de 2000, un jurado compuesto por personas blancas y negras absolvió a los oficiales de todos los cargos.

## Consecuencias
La muerte de Diallo, el cambio de sede y el veredicto suscitaron manifestaciones masivas contra la brutalidad policial, discriminación racial, lo que provocó que se realizaran más de 1700 detenciones a lo largo de varias semanas. Los detenidos en las protestas que había día tras día en la puerta de la sede del NYPD provenían de todas las clases sociales. Entre éstos se encontraban antiguos oficiales de policía, el exalcalde de Nueva York David Dinkins, los congresistas Charles B. Rangel y Gregory Meeks, los reverendos Al Sharpton y Jesse Jackson, el asambleísta Rubén Díaz, Jr., la actriz Susan Sarandon, el documentarista Louis Theroux, así como más de una docena de rabinos, otros clérigos y numerosos políticos estatales, federales y locales.
Los cargos de los detenidos se retiraron previamente y en 2001, el Departamento de Justicia de los Estados Unidos  anunció que no acusaría a los oficiales de haber violado los derechos civiles de Diallo.
El 18 de abril del 2000, la madre de Diallo, Kadiatou y su padrastro Sankarella Diallo presentaron una demanda de US$61,000,000 ($20m más un millón por cada disparo) contra la ciudad de Nueva York y los oficiales alegando neglicencia, homicidio con culpabilidad, discriminación racial y otras violaciones de los derechos civiles de Diallo. En marzo de 2004, aceptaron un acuerdo de US$3,000,000. Éste fue uno de los más grandes que se han pedido a la ciudad de Nueva York por un hombre soltero y sin familiares a su cargo bajo las restrictivas leyes del Estado de Nueva York sobre homicidio con culpabilidad, ya que limitan los daños a la pérdida de dinero por parte de los familiares.
La muerte de Diallo se convirtió en un problema en las elecciones a la alcaldía de Nueva York. El presidente del municipio del Bronx y candidato a la alcaldía Fernando Ferrer, quien en su momento condenó las circunstancias de la muerte de Diallo, dijo en una reunión de los sargentos de policía que, aunque el tiroteo había sido una tragedia, se había "acusado en exceso" a los agentes implicados. Estas declaraciones produjeron que la familia de Diallo criticara fuertemente a Ferrer.
El acontecimiento suscitó investigaciones psicológicas. El psicólogo Eberhad y sus colegas llevaron a cabo experimentos con oficiales de policía que disparaban más rápido a gente negra desarmada que a gente blanca desarmada y que disparaban más rápido a gente negra armada que a gente blanca armada.
El cuerpo de Diallo está enterrado en el pueblo de Hollande Bourou, en Futa Yallon, una región del centro de Guinea, donde residen todos sus familiares.